# Arnsdorf (Jessen)
Arnsdorf ist ein Ortsteil der Stadt Jessen (Elster) im Landkreis Wittenberg des Landes Sachsen-Anhalt.

## Lage und Erreichbarkeit
Arnsdorf liegt circa zwei Kilometer nördlich der Stadt Jessen und ist über die Leipaer Straße (K 2235) mit ihr verbunden. Östlich vom Ort befindet sich die als Naturschutzgebiet ausgewiesene Glücksburger Heide.

## Geschichte
Als Siedlung wurde Arnsdorf erstmals 1377 unter dem Namen Arnsdorph in Urkunden erwähnt. Seitdem unterlag der Ortsname einem stetigen Wandel. 1419 hieß der Ort Arnstorff um bereits 1454 erneut umbenannt zu werden, diesmal in Arnsturf, bevor er in Urkunden aus den Jahren 1505 und 1685 als Arnsdorff und letztlich als Arnsdorf in Erscheinung trat. Nach dem Wiener Kongress gehörte Arnsdorf zu Preußen.

## Bauwerke
- Die Kirche des Ortes stammt aus dem 13. Jahrhundert und wurde aus Feldsteinen errichtet.
- Das Kriegerdenkmal für die Opfer des Ersten Weltkrieges.